# (9528) Küppers
(9528) Kuppers, désignation internationale (9528) Küppers, est un astéroïde de la ceinture principale.

## Description
(9528) Kuppers est un astéroïde de la ceinture principale. Il fut découvert le 7 mars 1981 à Siding Spring par Schelte J. Bus. Il présente une orbite caractérisée par un demi-grand axe de 2,88 UA, une excentricité de 0,07 et une inclinaison de 2,2° par rapport à l'écliptique.

## Compléments